# No More Room in Hell
No More Room in Hell (en español, No hay más espacio en el infierno) es una modificación de Half-Life 2 basada en el popular tema del apocalipsis zombi.
El jugador asume el rol de uno de los ocho supervivientes, quienes deberán enfocarse en cooperar para sobrevivir. El juego se puede jugar en dos modalidades: "Objetivos" o "supervivencia"
Fue lanzado por primera vez el 31 de octubre del 2011 como un mod del conocido título de Valve Corporation, Half-Life 2. Sus desarrolladores lo relanzaron como un juego propio el 31 de octubre del 2013, a través de Steam Greenlight, luego de haber estado en desarrollo desde el 2004.

## Modo de juego
Hay dos maneras de jugar: "Objetive mode" y "Survival mode". En el primero, los jugadores deben seguir las instrucciones dadas por el juego, cada mapa de objetivos tiene diferentes tareas, pero todos tienen en común el que el fin es escapar vivo del mapa. Para fomentar la rejugabilidad, ciertos escenarios pueden tener diferentes objetivos, objetos y rutas, los pueden cambiar en cada partida. En el modo de juego de supervivencia los jugadores deberán proteger ciertas zonas del mapa de los ataques de las hordas de zombis. Cada oleada traerá nuevos tipos de no-muertos y algunas veces, habrá helicópteros militares que arrojarán distintos suministros. Luego de haber sobrevivido una cierta cantidad de hordas de zombis, un vehículo de rescate salvará a los supervivientes. Si las zonas a defender pierden demasiados puntos de impacto, a causa de los ataques de los enemigos, y todos llegan a cero, los jugadores no serán rescatados y perderán la partida.
En el juego se pueden encontrar diversos items que ayudarán a los jugadores a alcanzar sus objetivos. Hay hasta 18 armas de fuego disponibles, de las cuales cada una requiere un tipo de munición determinado que se encuentran dispersas por el mapa. Los jugadores también pueden contar con artefactos explosivos, tales como las granadas o la TNT, que son muy útiles para contrarrestar un gran número de zombis.

## Crítica
No More Room in Hell fue nombrado "Mod del año" en el 2011 por la revista "PC Gamer"